# Nachvak Fiord
Nachvak Fiord är en fjord i Kanada.   Den ligger i provinsen Newfoundland och Labrador, i den östra delen av landet, 1 700 km nordost om huvudstaden Ottawa.
Trakten runt Nachvak Fiord består i huvudsak av gräsmarker.